# Adasi
Adasi fou un rei d'Assíria del confús període històric entre el 1730/1720 aC i el 1710/1700 aC, en què set personatges d'origen desconegut es disputaren el poder a Assur. A les llistes reials apareixen amb l'explicació de «fill d'un ningú» el que equival a dir que no eren de cap família reial i, per tant, usurpador. Adasi fou el que va tenir més èxit de tots, perquè va aconseguir retenir el poder i fundar una llarga i sòlida dinastia. Quan va arribar al poder Assur seguia sota vassallatge de Babilònia i hi va restar durant molt de temps. Per la durada del regnat dels seus cinc successors se suposa que va arribar al poder ja gran i potser posat al tron per la família com a membre degà d'aquesta. La durada del seu regnat no es coneix; se suposa curta i pot anar entre dies a deu anys.
Hauria mort de manera natural i el va succeir vers 1695 aC el seu fill Belubani. Curiosament els descendents d'Adasi s'anomenen descendents de Belubani i no d'Adasi, potser per ser el primer que ell mateix i el seu pare foren reis, però probablement perquè la situació d'Adasi a la llista de rei, al final d'un grup d'usurpadors era un inconvenient per la dinastia que devia veure amb bons ulls que fos Belubani, un rei fill de reis i no usurpador, i el primer que va restaurar el poder de l'estat debilitat per les lluites civils, el considerat ancestre dinàstic; la mateixa família reial hauria oficialitzat aquesta situació per conveniència política.
Adasi va donar nom a la dinastia d'Adasi, dinastia assíria que va governar fins al 722 aC.